# Conrad Christian von Gyldenskiold
Conrad Christian von Gyldenskiold (født 26. november 1761 i Rendsborg, død 1. september 1809) var en dansk, senere russisk officer.
Han var søn af major, bataljonskommandør, kammerherre Peter Schønnemann von Gyldenskiold og 2. hustru Christiane Louise Dauw. Han blev 22. maj 1776 sekondløjtnant à la suite i Norske Livregiment, 1777 virkelig sekondløjtnant, 24. december samme år reforme til Livgarden til Fods, 19. februar 1779 exam.jur., 24. samme måned sat i nummer, blev den 22. april 1780 kammerjunker, 28. maj 1783 karakteriseret premierløjtnant, 1. februar 1788 stabskaptajn, 4. april samme år karakteriseret major og fik tilladelse til at gå i russisk tjeneste. 14. juni 1793 udgik han af nummer og var 1803 russisk generalmajor med kvarter i Moskva. Han var ugift, og adelsslægten uddøde med ham.